# بولشيغريفسكويي (أومسك)
بولشيغريفسكويي (بالروسية: Большегривское) هي مدينة في مقاطعة أومسك أوبلاست في روسيا.